# Lepanthes guatemalensis
Lepanthes guatemalensis là một loài thực vật có hoa trong họ Lan. Loài này được Schltr. mô tả khoa học đầu tiên năm 1912. Chúng thường được tìm thấy ở Mexico (Chiapas) to El Salvador.